# Вармінсько-Мазурське воєводство
Ва́рмінсько-Мазу́рське воєводство є одиницею територіально-адміністративного поділу Польщі, одним з 16 воєводств. Розташоване у північно-східній частині країни. Столицею (адміністративним центром) воєводства є місто Ольштин.
Вармінсько-Мазурське воєводство утворене у 1999 році внаслідок регіоналізації країни і зайняло території колишніх воєводств: Ольштинського, а також більшу частину Ельблонзького.

## Історія
У 1824-1829 роках існував особистий союз Західної і Східної Пруссії, а в 1829 році формально об'єднав дві провінції в одну провінцію під назвою Пруссія. У 1878 році союз розпався. Після  завершення Першої світової війни і згідно Версальського рішення від Східної Пруссії було від'єднано Клайпедський повіт, який перебував під контролем Ліги Націй, та у 1923 році був захоплений Литовськими військами і доєднаний до Литви. Південна частина Східної Пруссії (Вармія, Мазурія та Повісле) розглядалася для надання цих земель Польщі, але 97,8% голосів було на підтримку Пруссії, і лише 8 комун були надані Польщі.
Після Другої світової війни за рішенням Потсдамської конференції Пруссію ліквідували як державне утворення. Східну Пруссію розділили між Радянським Союзом і Польською республікою. До складу Радянського Союзу разом із Кенігсбергом (перейменовано в Калінінград) увійшло більше третини (17 757 км²) Східної Пруссії, на території яких створили Калінінградську область РРФСР (15 100 км²), а невелику частину — 2 657 км², що включала частину Куршської коси і місто Клайпеда з околицями (колиш. м. Мемель нім. Memel) — т.з. Клайпедський край, передали Литовській РСР (у 1939-1945 роках був анексований гітлерівською Німеччиною). Більше половини Східної Пруссії відійшло Польської республіки — близько 19 236,9 км², що зараз приблизно збігається з сучасними територіями  Вармінсько-Мазурського воєводства. З 1946 року і до адміністративного поділу з певними територіальними змінами до 1998 року існувало Ольштинське воєводство. У 1999 року з Ольштинського та більшої частини Ельблонзького воєводства (решта територій відійшли до Поморського) було утворене сучасне Вармінсько-Мазурське воєводство.

## Географія

### Розміщення
Вармінсько-Мазурське воєводство розташоване на північному сході Польщі. Межує:
- на заході з Поморським та Куявсько-Поморським воєводствами,
- на півдні з Мазовецьким воєводством,
- на сході з Підляським воєводствами,
- на півночі розташована Калінінградська область Росії.

Вармінсько-Мазурське воєводство складається з трьох історичних областей: Вармії, Мазур і Повісл'я. Назва «Вармія» має багатовікову традицію і походить від прусського «wurmen», що означає «червоний» (червона земля). Назва «Мазури» з'явилася в середині XIX століття — так почали називати південну територію Східної Пруссії, населену переселенцями з Мазовії.

## Туризм

### Край Тисячі Озер
Мазури називають «Краєм Тисячі Озер», хоча озер в цих місцях значно більше — близько 4 тисяч. Найбільше з них Снярдви (113,8 км²), найглибше Ганьча (108,5 м), а найдовше — Єзьорак (27 км).
Пейзаж Великих Мазурських озер — рівнини, високі післяльодовикові горби, стрімкі обриви, поля, усіяні величезними доісторичними валунами, сріблясті річки, канали і струмки.